# La chiave dei campi
La chiave dei campi (La clef des champs) è un dipinto di René Magritte (80 × 60 cm, olio su tela) del 1936. È stato esposto alla mostra internazionale surrealista di Parigi del 1938, ed è conservato nel Museo Thyssen-Bornemisza di Madrid.
L'opera raffigura una finestra, incorniciata da due tende rosse, che si affaccia su un sereno paesaggio collinare. In lontananza appaiono due alberi e pochi arbusti. L'elemento surreale è costituito dal vetro rotto della finestra, i cui frammenti, sparsi sul pavimento interno della stanza, riproducono ciascuno una parte del paesaggio.
I vetri rotti servono a mettere in dubbio l'esistenza di un reale rapporto fra oggetto riprodotto e la sua riproduzione e, come diretta conseguenza, fra uomo e realtà.